# Jenny Ljunggren
Jenny Ljunggren, född 2 juli 1984, är en svensk  friidrottare (sprinter) tävlande för klubben IFK Helsingborg. Hon vann SM-guld på 200 meter utomhus år 2003 och inomhus 2004.

## Karriär
Vid JVM 2002 i Kingston, Jamaica tog sig Ljunggren från försöken på 200 meter tack vare ett säsongsbästa (24,30 s) men slogs sedan ut i semifinalen.
Under VM i Paris 2003 tävlade hon i stafett 4 x 100 meter ihop med Susanna och Jenny samt Carolina Klüft. Efter en bra start på försöksloppet växlade dock laget över vid sista växlingen och blev diskvalificerade.

## Personliga rekord
| Utomhus - 100 meter – 11,77 (Helsingborg 13 juli 2003) - 200 meter – 23,35 (Tammerfors, Finland 27 juli 2003) - 400 meter – 57,92 (Borås 11 augusti 2001) | Inomhus - 60 meter – 7,55 (Sätra 1 mars 2003) - 200 meter – 24,11 (Göteborg 22 februari 2004) - 200 meter – 24,34 (Glasgow, Storbritannien 29 januari 2005) |

### Fotnoter
1. ↑  Wiger 2006, s. 184.
2. ↑  ”Stora inne-SM 2003, resultat” (html). friidrott.stockholm.se. http://www.friidrott.stockholm.se/ism/resultat/p_resultat.html. Läst 14 april 2015.
3. ↑  ”Stora inne-SM 2004, resultat” (htm). idrottonline.se. Arkiverad från originalet den 23 november 2015. https://web.archive.org/web/20151123030953/http://iof2.idrottonline.se/ImageVaultFiles/id_16756/cf_78/040222ism.HTM. Läst 21 april 2015.
4. 1 2 3 4 5 6  ”Personsida på AllAthletics” (på engelska). all-athletics.com. Arkiverad från originalet den 23 september 2016. https://web.archive.org/web/20160923033639/http://www.all-athletics.com/node/148553. Läst 22 september 2016.
5. ↑  ”200 Metres Women IAAF/Coca Cola World Junior Championships Kingston (NS), Jam, Jamaica 16 Jul 2002 - 21 Jul 2002” (på engelska). iaaf.org. https://www.iaaf.org/results/iaaf-world-junior-championships/2002/iaafcoca-cola-world-junior-championships-2807/women/200-metres/semi-final/. Läst 30 november 2016.
6. ↑  ”4x100 Metres Relay Women - 9th IAAF World Championships In Athletics Paris Saint-Denis (Stade de France), France 23 Aug 2003 - 31 Aug 2003” (på engelska). iaaf.org. https://www.iaaf.org/competitions/iaaf-world-championships/9th-iaaf-world-championships-in-athletics-2962/results/women/4x100-metres-relay/heats/result. Läst 19 januari 2017.
7. ↑  ”VM dag 7 kv: So far – so good för Kajsa”. friidrott.se. 29 augusti 2003. Arkiverad från originalet den 2 februari 2017. https://web.archive.org/web/20170202021306/http://www.friidrott.se/nyheter.aspx?id=2901. Läst 19 januari 2017.
8. 1 2  ”Personsida hos IAAF” (på engelska). iaaf.org. https://www.iaaf.org/athletes/sweden/jenny-ljunggren-190264. Läst 22 september 2016.